# Лобанков, Вячеслав Сергеевич
Вячесла́в Сергее́вич Ло́банков (фамилия при рождении — Разинов; 31 октября 1959, Вышний Волочёк, Калининская область — 26 ноября 2013, Москва) — российский издатель, известный популяризатор науки и русского языка, автор и организатор первой в мире и в России энциклопедии «Нобелевские лекции на русском языке», издатель нескольких книг и публикаций в российских СМИ. Генеральный директор Издательского Дома «Нобелевские лекции на русском языке» (2002—2013).

## Биография

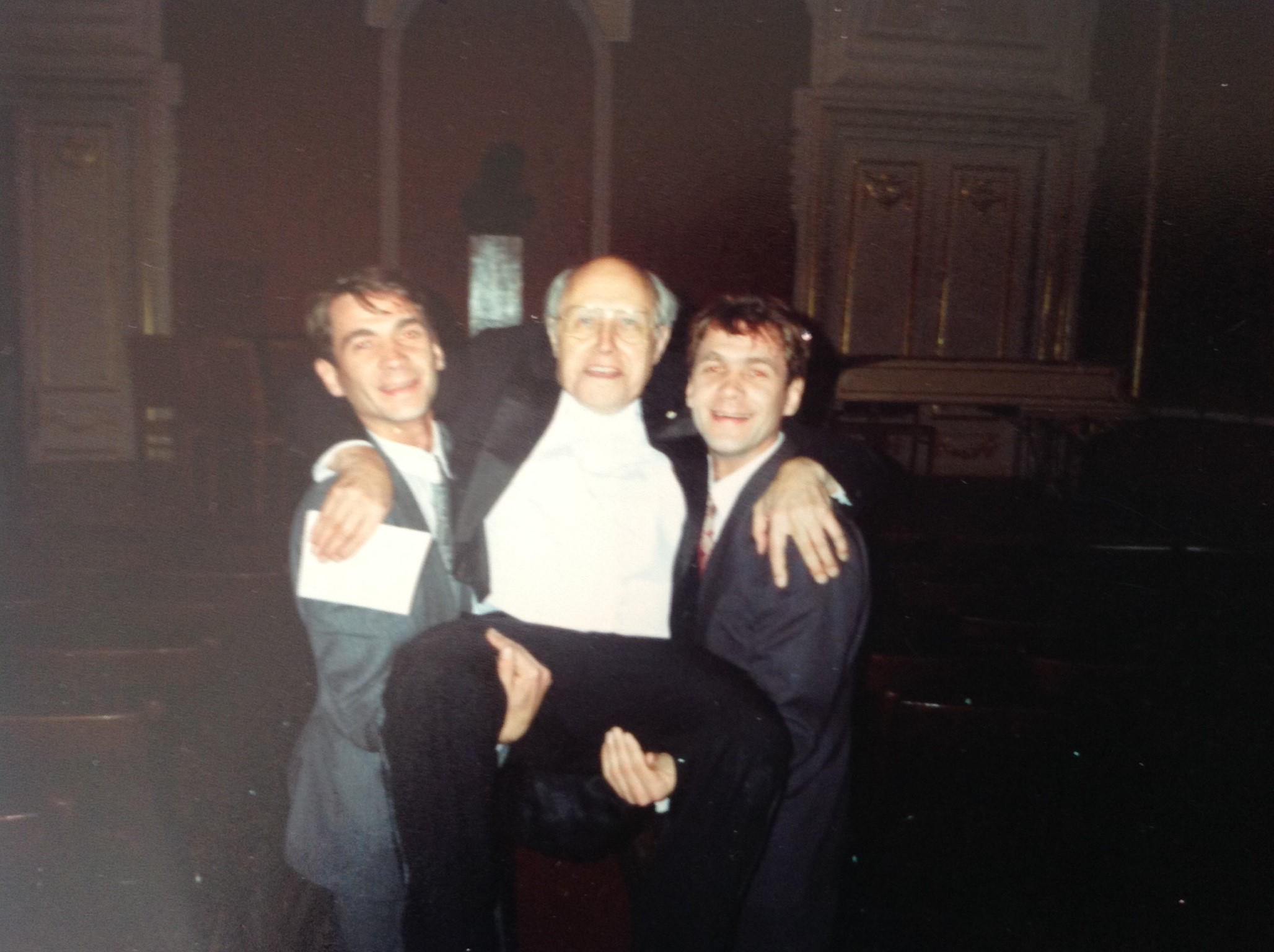
братья В. С. Лобанков и В. С. Разинов с М. Л. Ростроповичем

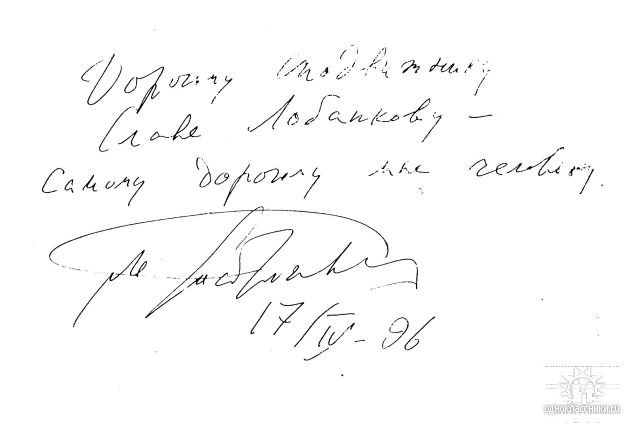
«Дорогому сподвижнику Славе Лобанкову — Самому дорогому мне человеку» автограф М. Л. Ростроповича 17 апреля 1996 года

Родился 31 октября 1959 года, в Вышнем Волочке Калининской области. На формирование его личности огромное влияние оказали педагоги ленинградского музыкального детского дома для одаренных детей-сирот им. М. И. Глинки (Ленинград, ул. Мастерская, д.4).
С 1971 года Вячеслав Сергеевич был воссоединён с родным братом Разиновым Виктором Сергеевичеем, который воспитывался в г. Зубцове Калининской области. В детском доме у Вячеслава возникает интерес к цирку. В городе Зубцове он знакомится с А. Н. Бугровой (ассистенкой Э. Т. Кио) и её сыном, первым в мире клоуном — дрессировщиком кошек, В. Х. Мусиным и становится членом их семьи.
В 1976 году Вячеслав Разинов поступил в ПТУ № 155 города Москвы по специальности цветовод-озеленитель. Служил в армии. Был комиссован по болезни. После армии работал в цирке, ассистентом В. Х. Мусина.
25 ноября 1989 года Вячеслав Разинов женился и взял фамилию жены (Лобанков).
19 августа 1991 года, во время «Августовского путча» в Москве, все дни находился на баррикадах, где подружился с М. Л. Ростроповичем, и эта дружба продлилась до конца дней М. Л. Ростроповича.
С 1993 по 2001 год работал помощником в Московской городской Думе.
В 2001 году братьям В. С. Лобанкову (Разинову) и В. С. Разинову приходит идея: издать для русскоговорящих граждан энциклопедию «Нобелевские лекции на русском языке».
Цель энциклопедии — собрать научные и общественные труды лауреатов Нобелевской премии, привести их в систему, понятную для людей, и передать тем, кто придёт после, с тем, чтобы труд предшествующих веков не стал бесполезным для веков последующих, и чтобы наши потомки, обогащённые знаниями, стали добрее и счастливее, и чтобы мы не канули в вечность, не сумев послужить грядущим поколениям.
С 2001 года и до конца жизни Лобанков В. С. работал над проектом энциклопедии «Нобелевские лекции на русском языке».
Обратившись за советом и рекомендациями к нобелевским лауреатам А. М. Прохорову, Е. И. Чазову, М. С. Горбачёву, Ж. И. Алфёрову, И. Р. Пригожину, В. Л. Гинзбургу, Вячеслав Лобанков нашел у них самый горячий отклик и понимание своей идее организовать перевод и публикацию всех нобелевских лекций на русском языке. И полученные от них рекомендации переслал в Нобелевский Фонд.

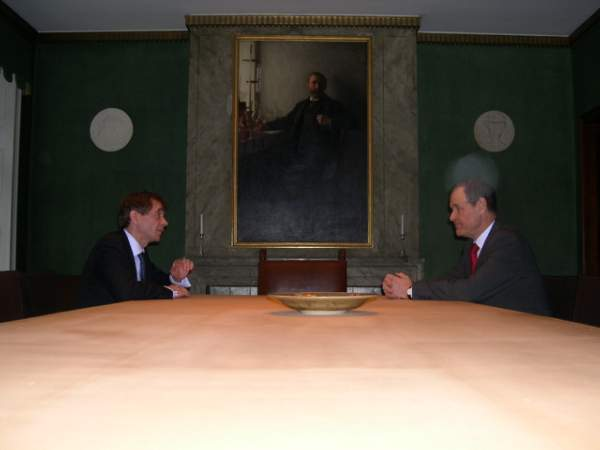
В. С. Лобанков и Микаэль Сульман в кабинете Нобелевского фонда.

На состоявшейся встрече с Исполнительным директором Нобелевского Фонда (занимавшим этот пост с 1 мая 1992 до 15 июня 2011), профессором Микаэлем Сульманом (англ. Michael Sohlman), который высказал мысль, что

«в шведских академических кругах российская наука оценивается весьма высоко. Российские ученые в сложных условиях достигают многого».
— М.Сульман

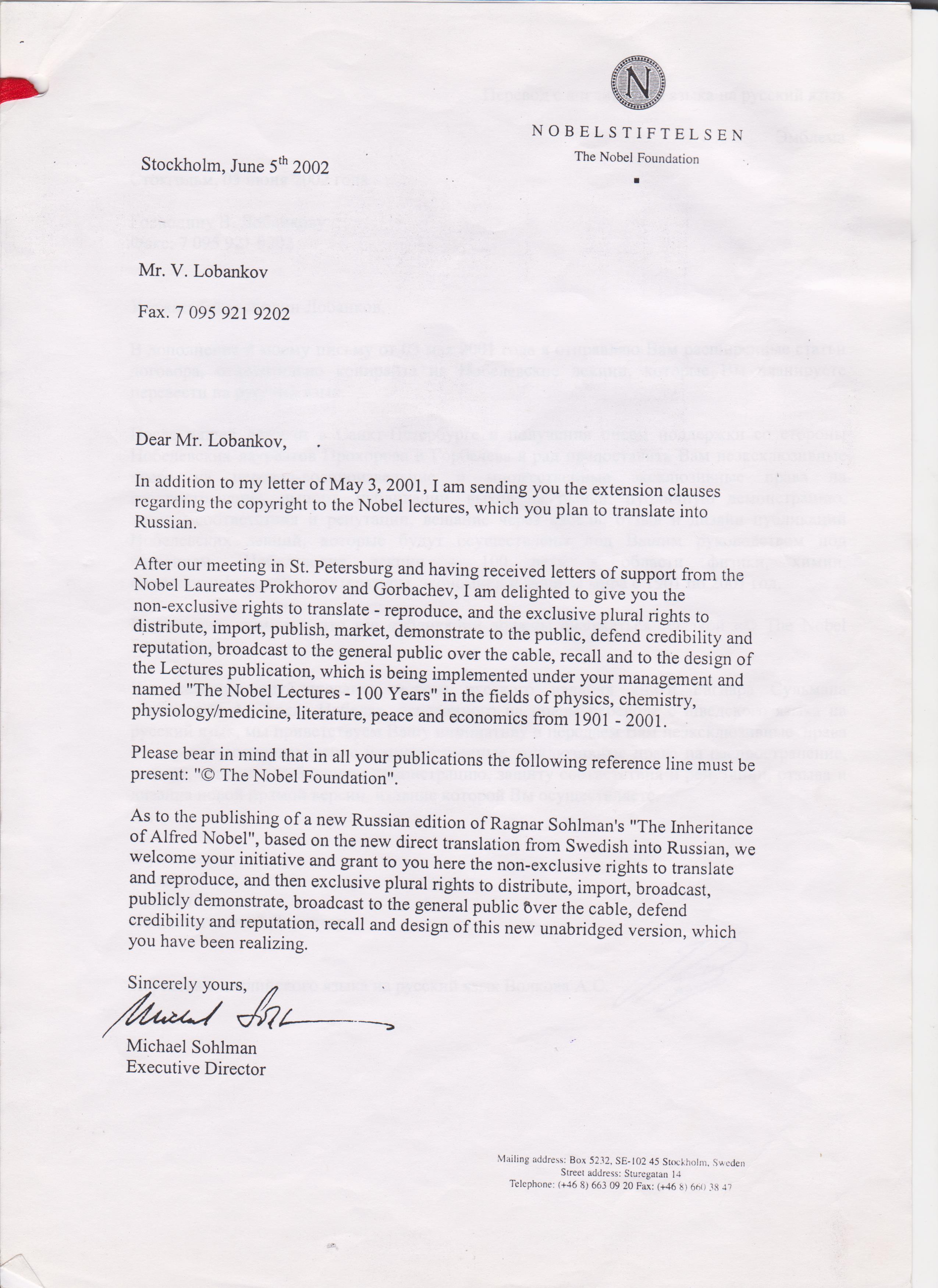
Официальное письмо «копирайт», от исполнительного директора Нобелевского фонда профессора Микаэля Сульмана В. С. Лобанкову.

Получив 05 июня 2002 года официальное письмо «копирайт» от исполнительного директора Нобелевского фонда профессора Микаэля Сульмана, в котором он сообщал:

"я рад предоставить Вам права на перевод-воспроизведение, импорт, публикации, выход на рынки, публичную демонстрацию, защиту соответствия и репутации, вещание через кабель, отзыв и дизайн публикаций Нобелевских лекций, которые будут осуществлены под Вашим руководством под названием «Нобелевские лекции — 100 лет» в области физики, химии, физиологии/медицины, литературы, экономики и защиты мира с 1901 по 2001 гг. Пожалуйста, помните, что все публикации должны снабжаться ссылкой «@The Nobel Foundation».
— М.Сульман
25 февраля 2003 года В. С. Лобанков основал в Москве Благотворительный фонд «Нобелевские лекции — 100 лет».
9 июля 2003 года зарегистрировал издательство ООО «Нобелевские лекции — 100 лет».
В том же году был создан Попечительский Совет, в который вошли президенты академий наук стран Содружества Независимых Государств и видные общественные деятели Российской Федерации.
С 2004 года В. С. Лобанковым впервые в мире организован уникальный научно-познавательный тур «По местам Альфреда Нобеля» (Санкт-Петербург — Хельсинки — Стокгольм). Всего посетило тур 675 человек, среди них были российские чемпионы и призёры Параолимпийских и Сурдоолимпийских игр, школьники, пострадавшие во время теракта в Беслане, воспитанники школ-интернатов, сотрудники библиотек регионов РФ, дети-сироты — воспитанники Зубцовского детского дома Тверской области и представители многих других социально незащищенных слоев населения.
Начиная c 2003 года, ежегодно в рамках тура на территории Лицея "Физико-техническая школа"м. Площадь Мужества ул. Хлопина, 8, корп.3 (школа академика Алфёрова)[7] (школа академика Алфёрова) проводятся встречи с лауреатами Нобелевских премий.
В 2005 году научно-технические и национальные республиканские областные библиотеки, каждого из 88 регионов Российской Федерации, получили, на безвозмездной основе, от Благотворительного фонда Нобелевские стенды.
В 2006 году впервые в мире и России, с 1901 по 2000 годы в Физматлит — одно из ведущих научных академических российских издательств В. С. Лобанковым издан важнейший полный русскоязычный свод всех научных и общественных трудов лауреатов Нобелевской премии в области физики, химии, физиологии и медицины, литературы, укрепления мира и премии Шведского государственного банка по экономическим наукам памяти Альфреда Нобеля.
Продолжая работать над проектом он готовит к изданию ещё 20 томов.
26 ноября 2013 года В. С. Лобанков скончался от эстезионейробластомы в г. Москве. После его смерти работу над проектом продолжил брат — Разинов Виктор Сергеевич, с 22 ноября 2013 года являющийся Генеральным директором ООО «Нобелевские лекции на русском языке».

## Проект
В 2001 году впервые в России и мире Вячеслав Лобанков основывает проект по изданию энциклопедии научных и общественных трудов лауреатов Нобелевской премии на русском языке в области физики, химии, физиологии/медицины, литературы, укрепления мира и премии Шведского государственного банка по экономическим наукам памяти Альфреда Нобеля.
Создан сайт Нобелевские Лекции на Русском языке. (Проект был создан Реутовым Павлом Сергеевичем) https://web.archive.org/web/20140801022446/http://www.nobellectures.ru/
По воспоминаниям современников до появления Энциклопедии «Нобелевские лекции на русском языке», перевод и публикация лекций нобелевских лауреатов на русский язык проводились лишь условно и фрагментарно. Вячеслав Лобанков действительно впервые систематизировал и опубликовал на русском языке не только наиболее «Полный» комплект, но и включил в него помимо лекций иллюстративный материал, биографии лауреатов, вступительную речь председателя нобелевского комитета и текст речи на торжественном обеде по случаю вручения премии (если учёный произносил её).

## Поддержка
Важность проекта для России высоко оценили и поддержали лауреаты Нобелевских премий: А. М. Прохоров, М. С. Горбачёв, Ж. И. Алфёров, Е. И. Чазов,И. Р. Пригожин, В. Л. Гинзбург, Далай-лама XIV.
Академики РАН: А. Д. Некипелов, Е. М. Примаков, В. Е. Фортов, Ю. С. Осипов, В. А. Садовничий, А. А. Кокошин, Член-корреспондент РАН Б. С. Алёшин, академик РАМН В. И. Покровский, академик АН Киргизской ССР А. А. Акаев, академик Национальной академии наук Украины Б. Е. Патон.
Президенты Национальных Академий Наук стран Содружества Независимых Государств.
Президент Российского Книжного Союза С. В. Степашин, президент Российской библиотечной ассоциации (РБА) В. Р. Фирсов, президент РСПП А. И. Вольский
Деятели искусства: виолончелист М. Л. Ростропович, поэты: Е. А. Евтушенко, Б. А. Ахмадулина, писатели: Ч. Т. Айтматов, Д. А. Гранин, художники: Э.Неизвестный, С. Н. Присекин,.

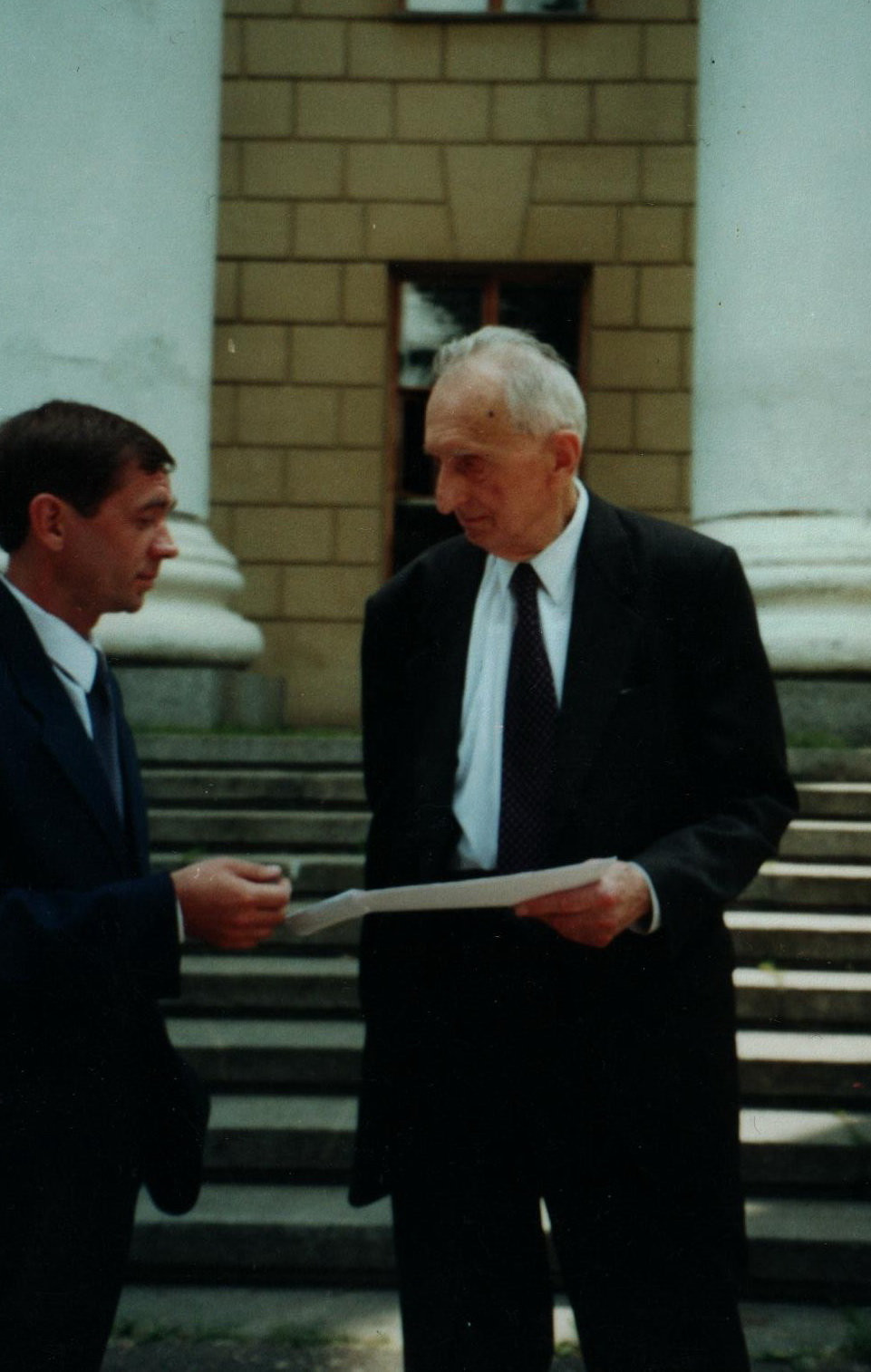
Встреча В. С. Лобанкова с Нобелевским лауреатом А. М. Прохоровым
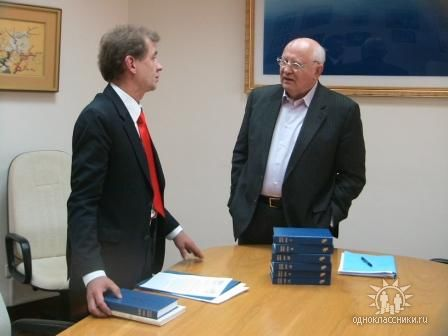
Встреча В. С. Лобанкова с М. С. Горбачёвым
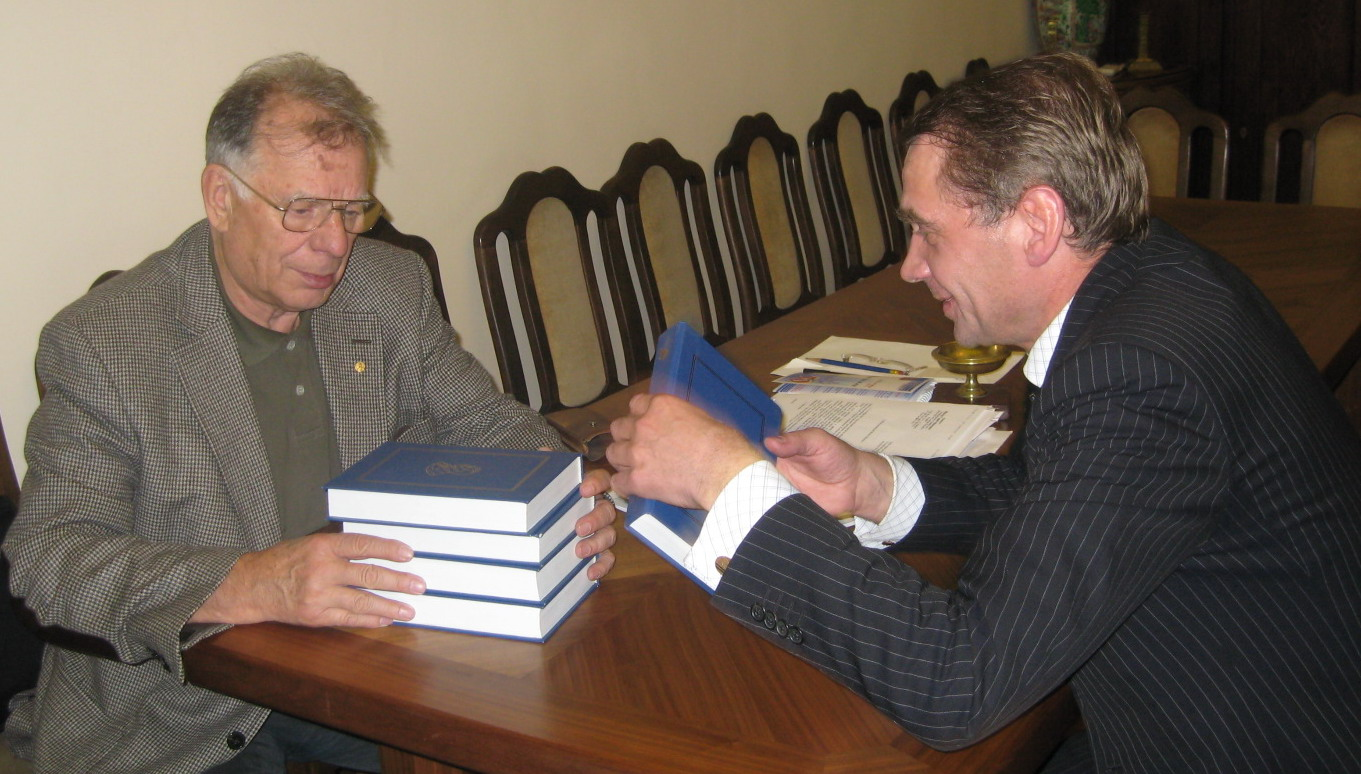
Встреча В. С. Лобанкова с Ж. И. Алфёровым, 14.09.2007 14:20
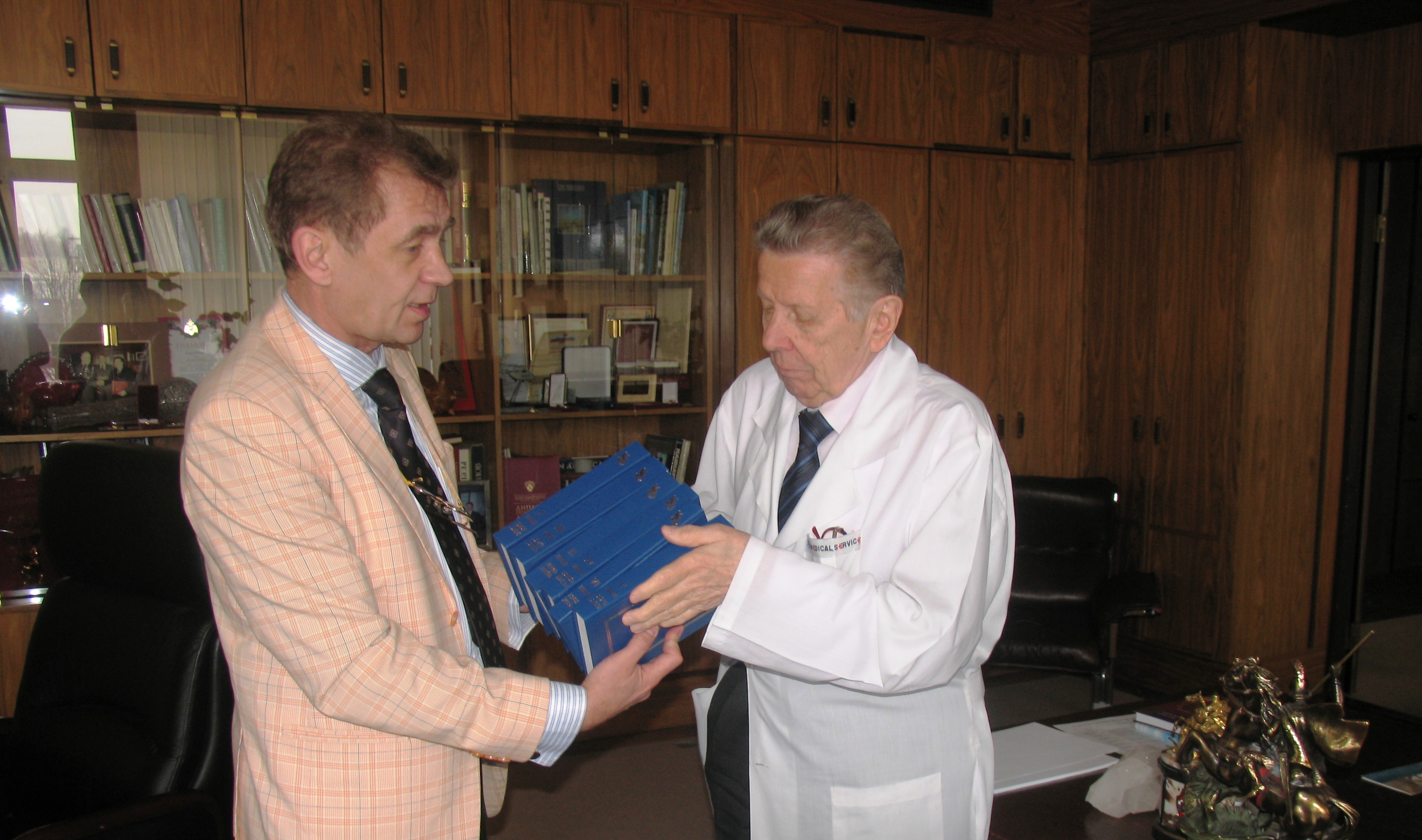
Встреча В. С. Лобанкова с Е. И. Чазовым
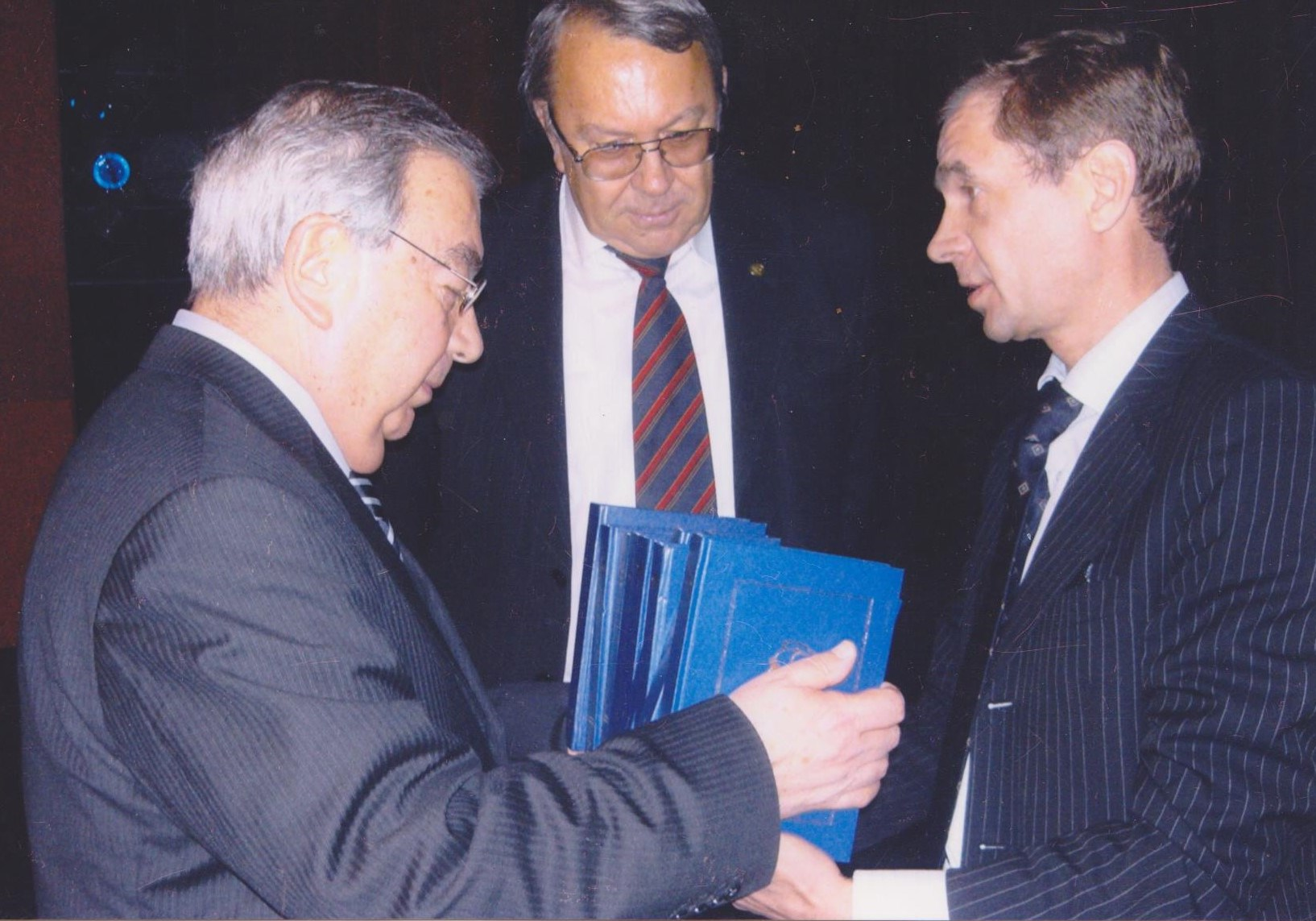
Е. М. Примаков, В. Е. Фортов и В. С. Лобанков
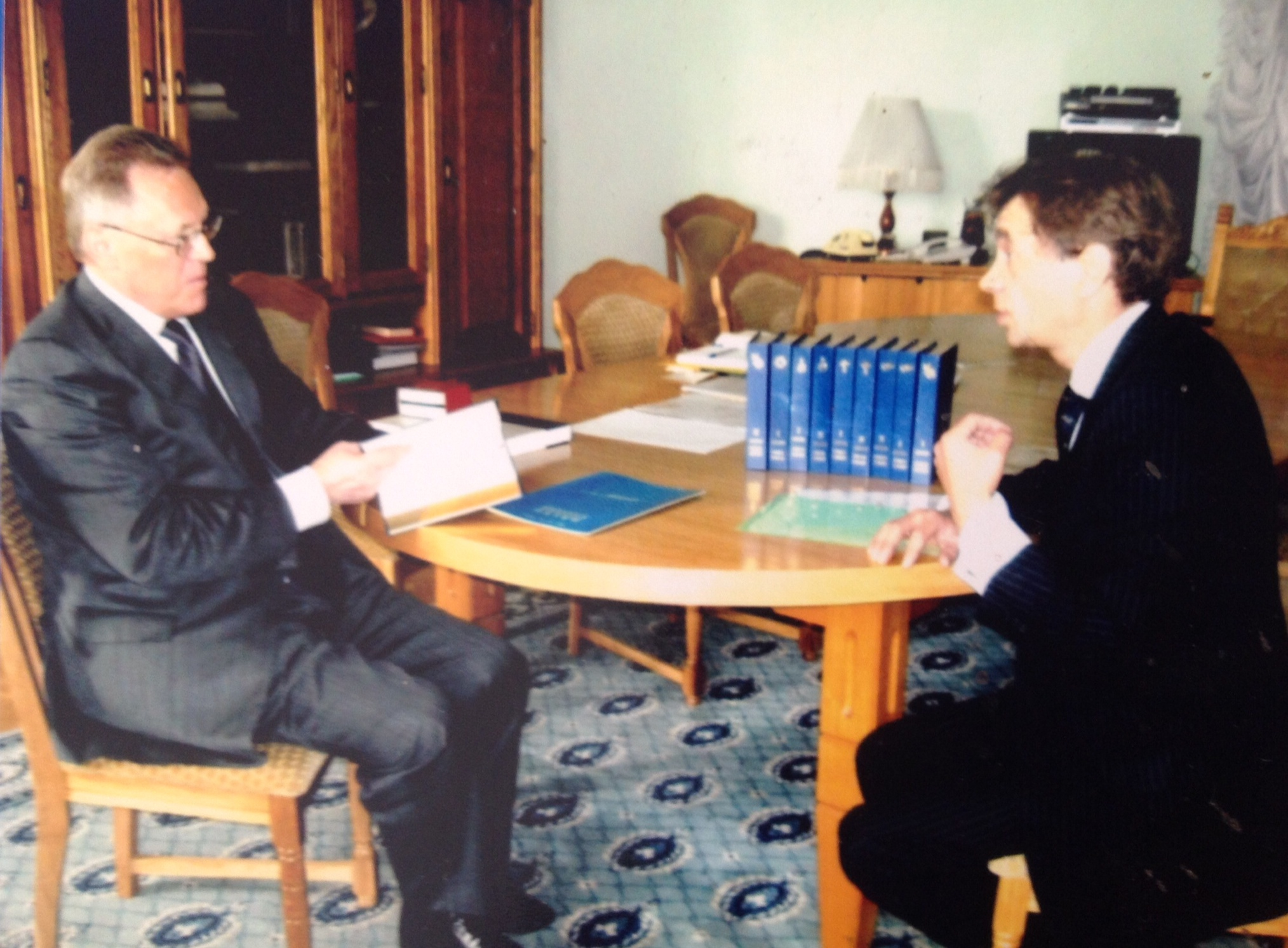
В. С. Лобанков и Ю. С. Осипов
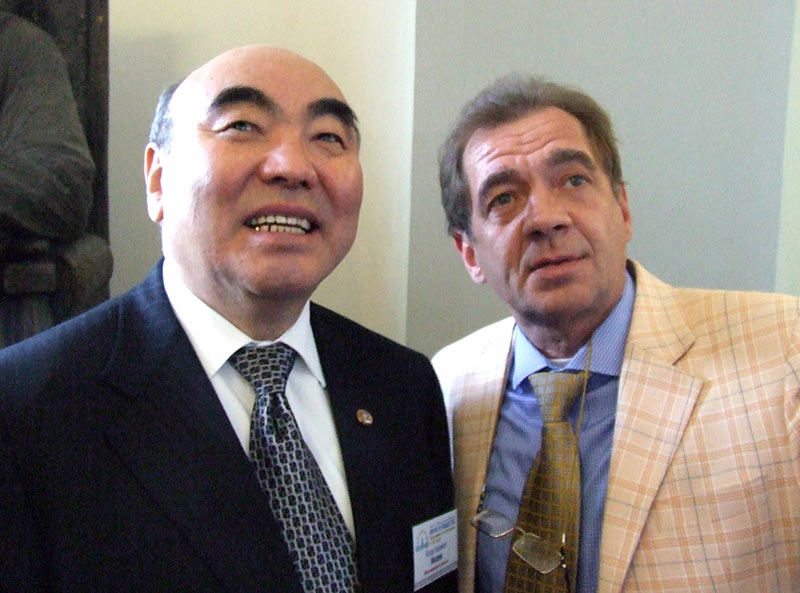
В. С. Лобанков и А. А. Акаев
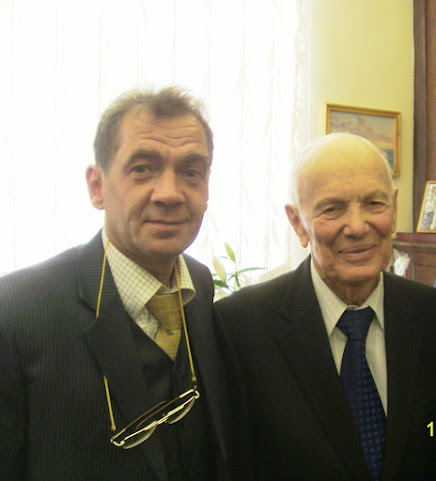
В. С. Лобанков и Б. Е. Патон
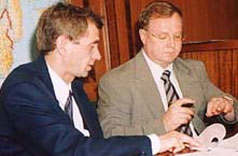
В. С. Лобанков и С. В. Степашин
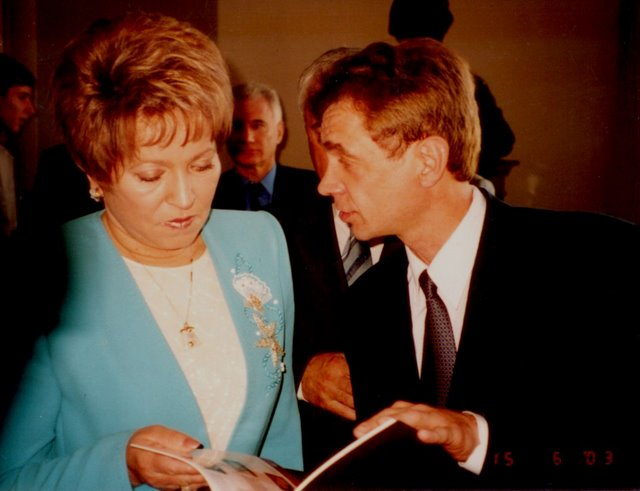
В. С. Лобанков и В. И. Матвиенко
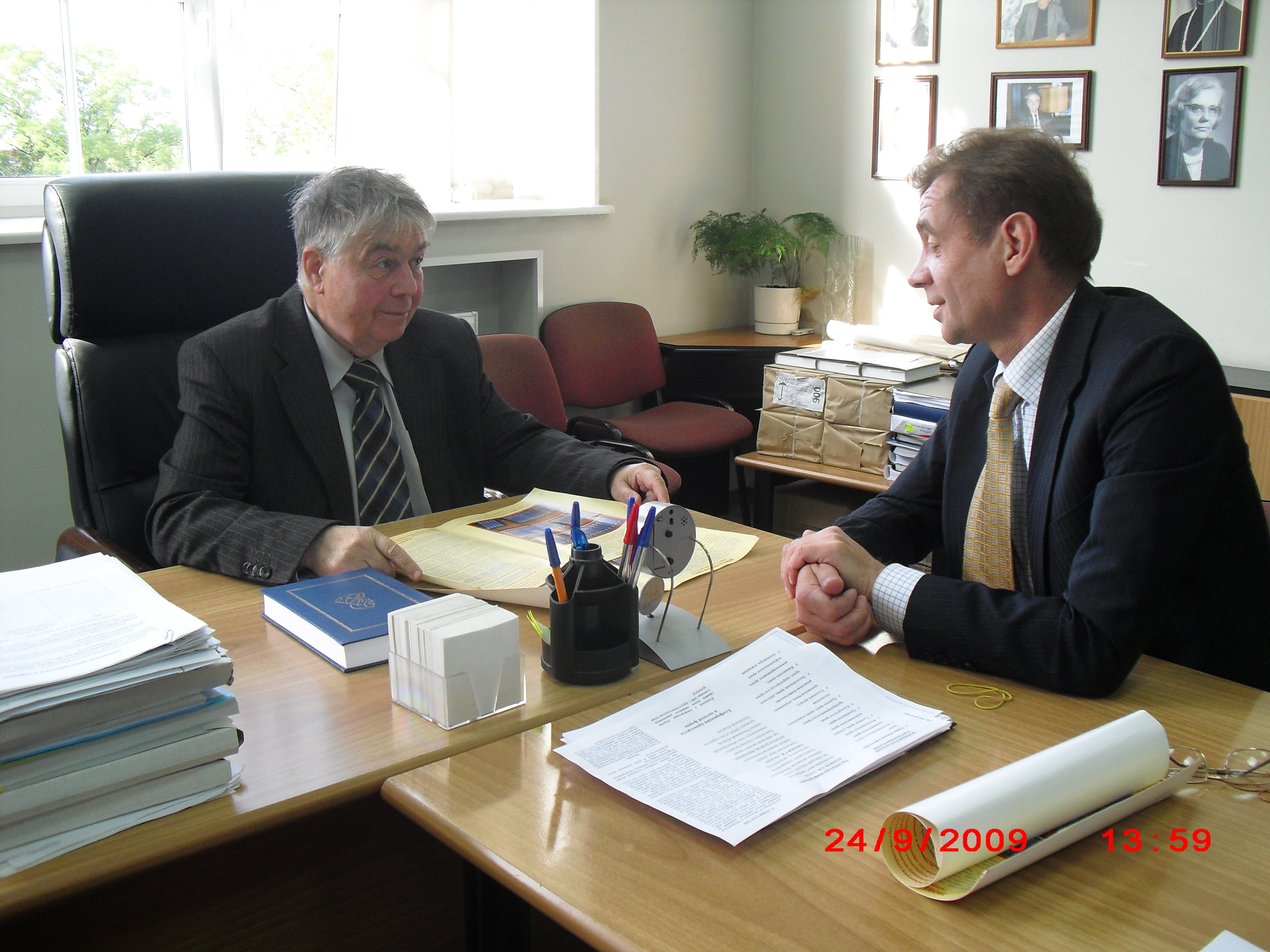
В. С. Лобанков и В. А. Мусин
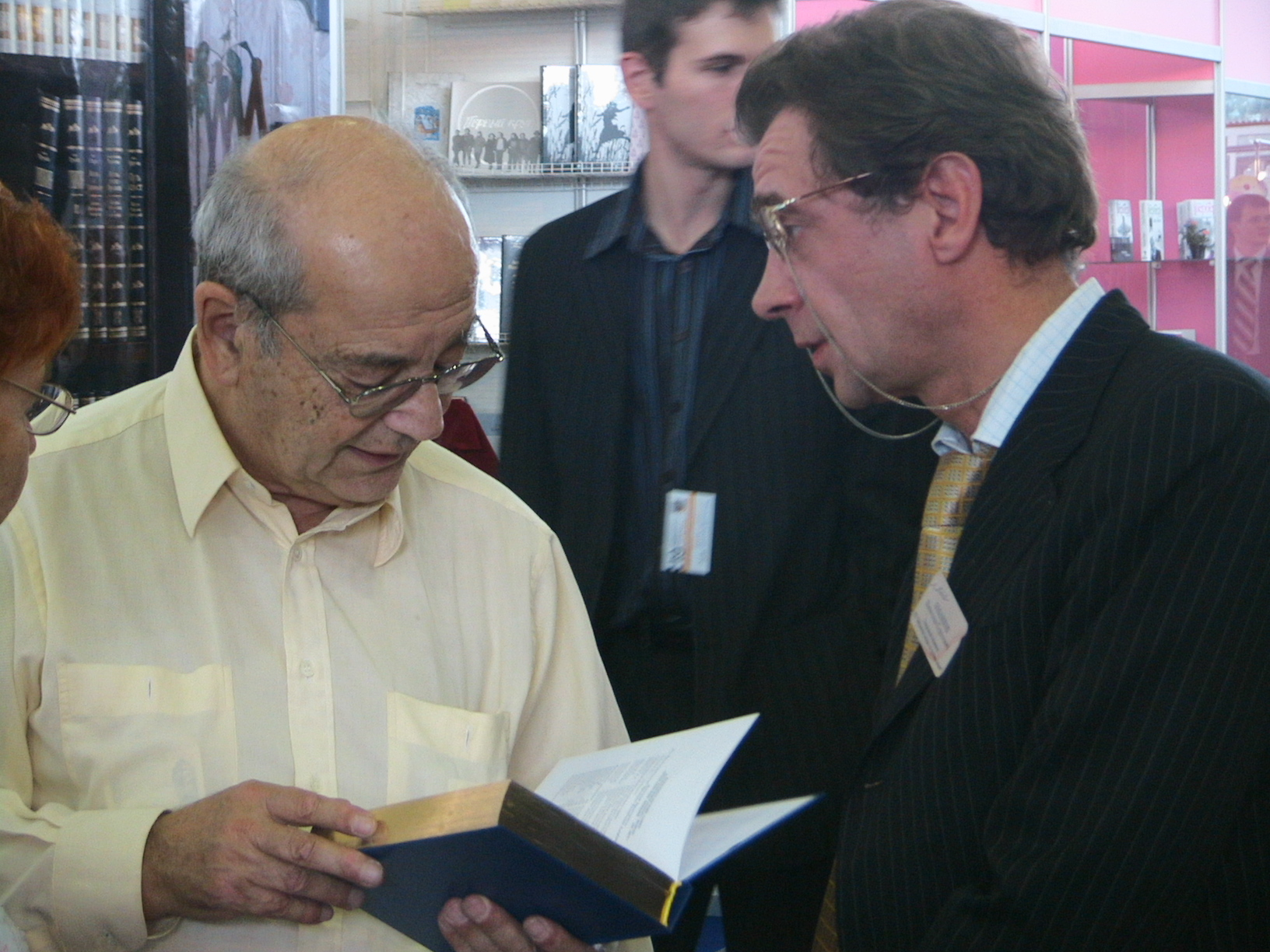
В. С. Лобанков и Д. Б. Зимин
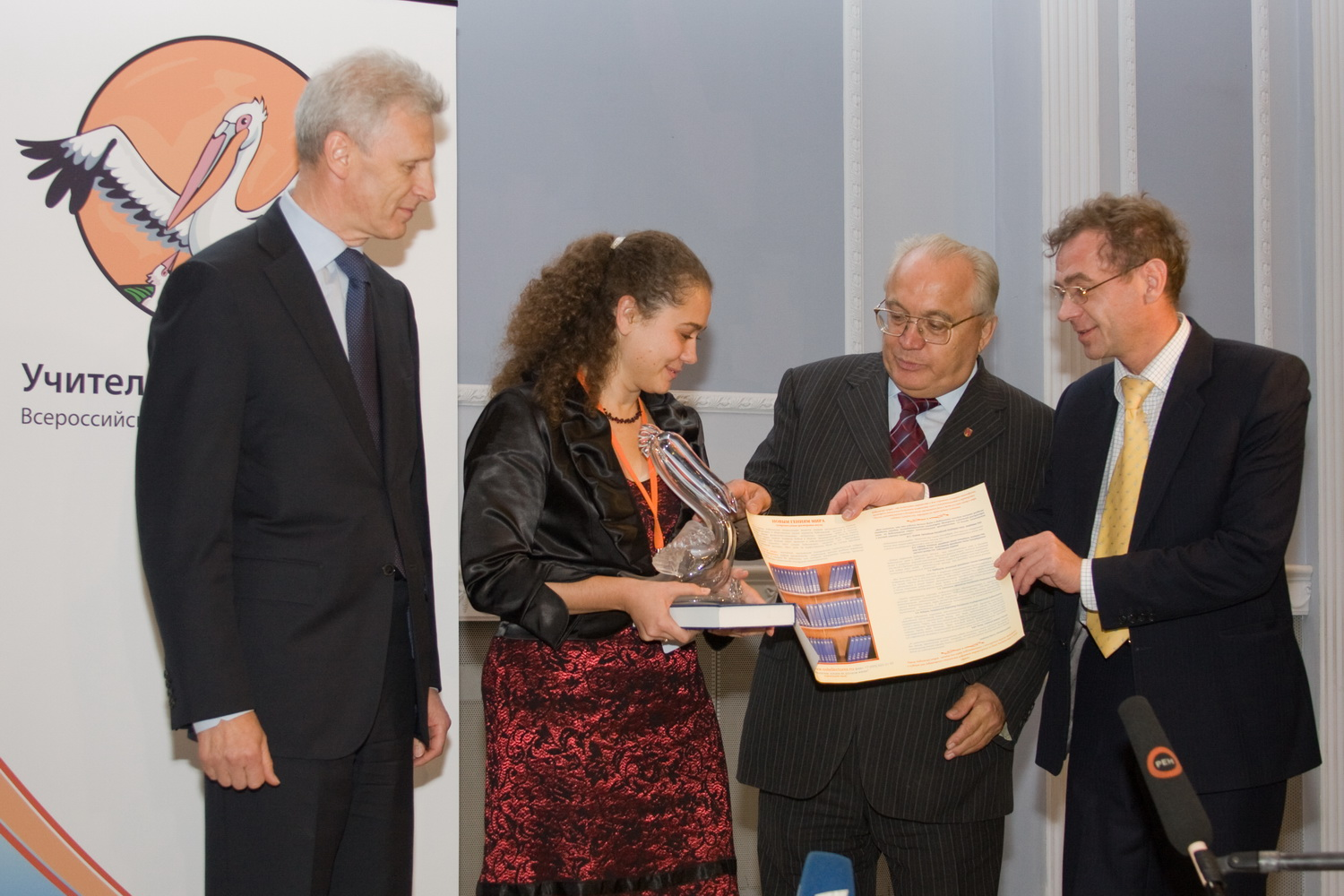
А. А. Фурсенко, В. А. Садовничий и В. С. Лобанков на церемонии вручения премии «Учитель года - 2009»

## Книги
- Энциклопедия «Нобелевские лекции на русском языке» (Издана в 2006 году в 60 томах с портретами и иллюстрациями). Каждая книга включает текст лекции нобелевского лауреата, его биографию, иллюстративный материал, вступительную речь председателя нобелевского комитета и текст речи на торжественном обеде по случаю вручения премии. Тома объединены по премиям и годам их вручения:
  - Нобелевская премия. Литература [Текст] : [сб. лекций на рус. яз. полной версии Les Prix Nobel] / ред. ИФ «Физико-математическая литература» (Физматлит), Издательский дом «Нобелевские лекции на русском языке» . — М. : Физматлит ; Наука/Интерпериодика, [2009] — . — («Нобелевские лекции — 100 лет» / авт. проекта В. С. Лобанков). — ISBN 5-902758-01-7 (в пер.).
    - [Т. 1 ] : 1901—1926 : сб. — 495, [1] с. : портр. — Библиогр. в конце ст. — ISBN 5-902758-02-5 (Литература-I)
    - [Т. 2 ] : 1927—1953 : сб. — 512, [1] с. : портр. — Библиогр. в конце ст. — ISBN 5-902758-03-3 (Литература-II)
    - [Т. 3 ] : 1954—1972 : сб. — 493, [1] с. : портр. — Библиогр. в конце ст. — ISBN 5-902758-14-9 (Литература-III)
    - [Т. 4 ] : 1973—1987 : сб. — 436, [1] с. : портр. — Библиогр. в конце ст. — ISBN 5-902758-15-7 (Литература-IV)
    - [Т. 5 ] : 1988—2000 : сб. — 449, [1] с. : портр. — Библиогр. в конце ст. — ISBN 5-902758-17-3 (Литература-V)

  - Нобелевская премия. Мир [Текст] : [сб. лекций на рус. яз. полной версии Les Prix Nobel] / ред. ИФ «Физико-математическая литература» (Физматлит), Издательский дом «Нобелевские лекции на русском языке» . — М. : Физматлит ; Наука/Интерпериодика, [2009] — . — («Нобелевские лекции — 100 лет» /авт. проекта В. С. Лобанков). — ISBN 5-902758-01-7 (в пер.).
    - [Т. 1 ] : 1901—1924 : сб. — 506, [1] с. : портр. — Библиогр. в конце ст. — ISBN 5-902758-04-1 (Мир-I)
    - [Т. 2 ] : 1925—1946 : сб. — 557, [1] с. : ил. — ISBN 5-902758-01-7. — ISBN 5-902758-05-X (Мир-II)
    - [Т. 3 ] : 1947—1962 : сб. — 548, [1] с. : портр. — Библиогр. в конце ст. — ISBN 5-902758-12-9 (Мир III)
    - [Т. 4 ] : 1963—1975 : сб. — 468, [1] с. : портр. — Библиогр. в конце ст. — ISBN 5-902758-13-0 (Мир IV)
    - [Т. 5 ] : 1976—1988 : сб. — 447, [1] с. : портр. — Библиогр. в конце ст. — ISBN 5-902758-19-X (Мир V)
    - [Т. 6 ] : 1989—2000 : сб. — 415, [1] с. : портр. — Библиогр. внутри текста. — ISBN 5-902758-21-1 (Мир VI)

  - Нобелевская премия. Физика [Текст] : [сб. лекций на рус. яз. полной версии Les Prix Nobel] / ред. ИФ «Физико-математическая литература» (Физматлит), Издательский дом «Нобелевские лекции на русском языке» . — М. : Физматлит ; Наука/Интерпериодика, [2009] — . — («Нобелевские лекции — 100 лет» /авт. проекта В. С. Лобанков). — ISBN 978-5-902758-01-7 (в пер.).
    - [Т. 1 ] : 1901—1914 : сб. — 529, [2] с. : портр., ил. — ISBN 5-902758-01-7. — ISBN 5-902758-06-8 (в пер.) (Физика I)
    - [Т. 2 ] : 1915—1928 : сб. — 583, [4] с. : портр., ил. — ISBN 5-902758-01-7. — ISBN 5-902758-07-6 (в пер.) (Физика II)
    - [Т. 3 ] : 1929—1950 : сб. — 586, [2] с. : портр., ил. — ISBN 5-902758-01-7. — ISBN 5-902758-18-1 (в пер.) (Физика III)
    - [Т. 4 ] : 1951—1959 : сб. — 576, [4] с. : портр., ил. — ISBN 978-5-902758-01-3 (Физика IV)
    - [Т. 5 ] : 1960—1967 : сб. — 516, [1] с. : портр. — Библиогр. в конце ст. — ISBN 978-5-902758-25-9 (Физика V)
    - [Т. 6 ] : 1968—1974 : сб. — 504, [1] с. : портр. — Библиогр. в конце ст. — ISBN 978-5-902758-25-9 (Физика VI)
    - [Т. 7 ] : 1975—1978 : сб. — 467, [1] с. : портр. — Библиогр. в конце ст. — ISBN 978-5-902758-27-3 (Физика VII)
    - [Т. 8 ] : 1979—1983 : сб. — 585, [1] с. : портр. — Библиогр. в конце ст. — ISBN 978-5-902758-28-0 (Физика VIII)
    - [Т. 9 ] : 1984—1988 : сб. — 453, [1] с. : портр. — Библиогр. в конце ст. — ISBN 978-5-902758-36-5 (Физика IX)
    - [Т. 10] : 1989—1993 : сб. — 445, [1] с. : портр. — Библиогр. в конце ст. — ISBN 978-5-902758-38-9 (Физика X)
    - [Т. 11] : 1994—1996 : сб. — 393, [1] с. : портр. — Библиогр. в конце ст. — ISBN 978-5-902758-39-6 (Физика XI)
    - [Т. 12] : 1997—1998 : сб. — 415, [1] с. : портр. — Библиогр. в конце ст. — ISBN 978-5-902758-40-2 (Физика XII
    - [Т. 13] : 1999—2000 : сб. — 274, [2] с. : портр. — Библиогр. в конце ст. — ISBN 978-5-902758-41-9 (Физика XIII)

  - Нобелевская премия. Физиология и медицина. [Текст] : [сб. лекций на рус. яз. полной версии Les Prix Nobel] / ред. ИФ «Физико-математическая литература» (Физматлит), Издательский дом «Нобелевские лекции на русском языке» . — М. : Физматлит ; Наука/Интерпериодика, [2009] — . — («Нобелевские лекции — 100 лет» /авт. проекта В. С. Лобанков). — ISBN 978-5-902758-01-7 (в пер.).
    - [Т. 1 ] : 1901—1909 : сб. — 553 с. : портр. — Библиогр. внутри текста. — ISBN 5-902758-08-4 (Физиология и медицина I)
    - [Т. 2 ] : 1910—1928 : сб. — 533, [1] с. : портр. — Библиогр. внутри текста. — ISBN 5-902758-09-2 (Физиология и медицина II)
    - [Т. 3 ] : 1929—1943 : сб. — 580, [4] с. : портр., ил. — ISBN 5-902758-01-7 (Физиология и медицина III)
    - [Т. 4 ] : 1944—1952 : сб. — 594, [2] с. : портр., ил. — ISBN 5-902758-01-7 (Физиология и медицина IV)
    - [Т. 5 ] : 1953—1961 : сб. — 546, [1] с. : портр. — Библиогр. в конце ст. — ISBN 978-5-902758-30-3 (Физиология и медицина V)
    - [Т. 6 ] : 1962—1965 : сб. — 452, [2] с. : портр., ил. — ISBN 5-902758-01-7 (Физиология и медицина VI)
    - [Т. 7 ] : 1966—1969 : сб. — 365, [1] с. : портр., ил. — ISBN 5-902758-01-7 (Физиология и медицина VII)
    - [Т. 8 ] : 1970—1974 : сб. — 437, [2] с. : портр., ил. — ISBN 5-902758-01-7 (Физиология и медицина VIII)
    - [Т. 9 ] : 1975—1977. Ч. 1. — 404, [2] с. : портр., ил. — ISBN 978-5-902758-01-3 (Физиология и медицина IX Ч. 1.)
    - [Т. 9 ] : 1977—1980. Ч. 2. — 393, [2] с. : портр., ил. — ISBN 978-5-902758-01-3 (Физиология и медицина IX Ч. 2.)
    - [Т. 10] : 1981—1983 : сб. — 353, [2] с. : портр., ил. — ISBN 978-5-902758-01-3 (Физиология и медицина X)
    - [Т. 11] : 1984—1987 : сб. — 378, [2] с. : портр., ил. — ISBN 978-5-902758-01-3 (Физиология и медицина XI)
    - [Т. 12] : 1988—1991 : сб. — 399, [2] с. : портр., ил. — ISBN 978-5-902758-01-3 (Физиология и медицина XII)
    - [Т. 13] : 1992—1995 : сб. — 444, [2] с. : портр., ил. — ISBN 978-5-902758-01-3 (Физиология и медицина XIII)
    - [Т. 14] : 1996—1998 : сб. — 431, [2] с. : портр., ил. — ISBN 978-5-902758-01-3 (Физиология и медицина XIV)
    - [Т. 15] : 1999—2000 : сб. — 342, [3] с. : портр., ил. — ISBN 978-5-902758-01-3 (Физиология и медицина XV)

  - Нобелевская премия. Химия [Текст] : [сб. лекций на рус. яз. полной версии Les Prix Nobel] / ред. ИФ «Физико-математическая литература» (Физматлит), Издательский дом «Нобелевские лекции на русском языке» . — М. : Физматлит ; Наука/Интерпериодика, [2009] — . — («Нобелевские лекции — 100 лет» /авт. проекта В. С. Лобанков). — ISBN 978-5-902758-01-3 (в пер.).
    - [Т. 1 ] : 1901—1920 : сб. — 532, [2] с. : портр. — ISBN 5-902758-01-7. — ISBN 5-902758-10-6 (в пер.) : Б. ц. (Химия I)
    - [Т. 2 ] : 1921—1933 : сб. — 549, [2] с. : ил., портр. — ISBN 5-902758-01-7 (Химия II)
    - [Т. 3 ] : 1934—1946 : сб. — 502, [2] с. : ил., портр. — ISBN 978-5-902758-01-3 ISBN 978-5-902758-22-8 (В пер) (Химия III)
    - [Т. 4 ] : 1947—1956 : сб. — 551, [2] с. : ил., портр. — ISBN 978-5-902758-01-3 (Химия IV)
    - [Т. 5 ] : 1957—1966 : сб. — 553, [2] с. : портр. — Библиогр. внутри текста. — ISBN 978-5-902758-31-0 (Химия V)
    - [Т. 6 ] : 1967—1971 : сб. — 391, [1] с. : портр. — Библиогр. внутри текста. — ISBN 978-5-902758-33-4 (Химия VI)
    - [Т. 7 ] : 1972—1977 : сб. — 436, [1] с. : портр. — Библиогр. внутри текста. — ISBN 978-5-902758-34-1 (Химия VII)
    - [Т. 8 ] : 1978—1981 : сб. — 378, [1] с. : портр. — Библиогр. внутри текста. — ISBN 978-5-902758-35-8 (Химия VIII)
    - [Т. 9 ] : 1982—1985 : сб. — 313, [1] с. : портр. — Библиогр. внутри текста. — ISBN 978-5-902758-35-8 (Химия IX)
    - [Т. 10] : 1986—1987 : сб. — 447, [1] с. : портр. — Библиогр. внутри текста. — ISBN 978-5-902758-43-3 (Химия X)
    - [Т. 11] : 1988—1991 : сб. — 401, [1] с. : портр. — Библиогр. внутри текста. — ISBN 978-5-902758-44-0 (Химия XI)
    - [Т. 12] : 1992—1995 : сб. — 410, [1] с. : портр. — Библиогр. внутри текста. — ISBN 978-5-902758-45-7 (Химия XII)
    - [Т. 13] : 1996—1998 : сб. — 470, [1] с. : портр. — Библиогр. внутри текста. — ISBN 978-5-902758-46-4 (Химия XIII)
    - [Т. 14] : 1999—2000 : сб. — 382, [2] с. : портр. — Библиогр. внутри текста. — ISBN 978-5-902758-47-1 (Химия XIV)

  - Премия шведского банка памяти Альфреда Нобеля в области экономических наук [Текст] : [сб. лекций на рус. яз. полной версии Les Prix Nobel] / ред. ИФ «Физико-математическая литература» (Физматлит), Издательский дом «Нобелевские лекции на русском языке» . — М. : Физматлит ; Наука/Интерпериодика, [2009] — . — («Нобелевские лекции — 100 лет». Экономика /авт. проекта В. С. Лобанков). — ISBN 978-5-902758-01-7 (в пер.).
    - [Т. 1 ] : 1969—1977 : сб. — 606, [1] с. : портр. — Библиогр. внутри текста. — ISBN 978-5-902758-16-5 (Экономика I)
    - [Т. 2 ] : 1978—1983 : сб. — 415, [1] с. : портр. — Библиогр. внутри текста. — ISBN 978-5-902758-29-7 (Экономика II)
    - [Т. 3 ] : 1984—1990 : сб. — 407, [1] с. : портр. — Библиогр. внутри текста. — ISBN 978-5-902758-52-5 (Экономика III)
    - [Т. 4 ] : 1993—1994 : сб. — 405, [1] с. : портр. — Библиогр. внутри текста. — ISBN 978-5-902758-53-2 (Экономика IV)
    - [Т. 5 ] : 1995—1997 : сб. — 346, [1] с. : портр. — Библиогр. внутри текста. — ISBN 978-5-902758-54-9 (Экономика V)
    - [Т. 6 ] : 1998—2000 : сб. — 419, [2] с. : портр. — Библиогр. внутри текста. — ISBN 978-5-902758-55-6 (Экономика VI)

## Публикации
- «Сокровища „Золотого фонда“, Газета Правительства Москвы „Тверская,13“, № 18(810) от 12 февраля 2004 года, стр.5, ISSN 1562-0425
- „Нобели“ для русских», «Российская газета», № 249(3363) от 9 декабря 2003 года, Стр.10
- «Самое величайшее творится внутри человека», газета «Зубцовская жизнь», № 27(7224) от 2 июля 2009 года, Стр.1, Индекс 51674
- www.karavan.tver.ru — Межобластной еженедельник «Караван+Я», архив номеров, статья: «Зубцовскому доктору — оклад и машину», авт: Борис ГУРОВ
- www.books-expedition.ru — ФГУП «Книжная экспедиция» Управление делами президента Российской Федерации

## Интервью
- Нобелевский лауреат, академик РАН Ж. И. Алферов о нобелевской энциклопедии (видео 40 мин.)